# Hannah Tompkins
Pour les articles homonymes, voir Tompkins.
Hannah Minthorne Tompkins (née le 28 août 1781, morte le 18 février 1829 à Tompkinsville Staten Island) était la femme de Daniel D. Tompkins, vice-président des États-Unis durant l’administration James Monroe. Hannah Minthorn était la deuxième enfant de Mangle Minthorne (1740–1824) par sa seconde femme, Aryet Constable Minthorne (1743–1830), de New York. À 16 ans, elle épousa en février 1798, Daniel D. Tompkins, un avocat new-yorkais de 23 ans. À l'époque de son mariage son père était assistant au conseil municipal et le jeune Tompkins avait des ambitions politiques.   
De 1800 à 1814, le couple eut huit enfants dont Arietta Minthorn Tompkins (née le 31 juillet 1800) qui épousa un fils de Smith Thompson en 1818 et Minthorne Tompkins (26 décembre 1807-5 juin 1881), qui est le candidat du Parti du sol libre pour le poste de gouverneur de New York en 1852. Hannah survécu à son mari près de quatre ans. Ils sont enterrés dans le caveau familial dans l'église St. Mark's-in-the-Bouwerie, dans le Lower Manhattan.   